# ایپولیت ژیراردو
ایپولیت ژیراردو (فرانسوی: Hippolyte Girardot‎؛ زادهٔ ۱۰ اکتبر ۱۹۵۵) بازیگر اهل فرانسه است. وی از سال ۱۹۷۴ میلادی تاکنون مشغول فعالیت بوده‌است.
از فیلم‌هایی که وی در آن نقش داشته است، می‌توان به اشغال‌شده، لیدی چترلی، پرواز بادکنک قرمز، پیروزی، نام کوچک: کارمن، مودیلیانی، بیماری خواب، سرمایه، فورت ساگان و مردمان پرنده اشاره کرد.